# Amazona imperialis
El loro imperial o amazona imperial (Amazona imperialis) es un ave de la familia Psittacidae de plumaje verde y púrpura. Es el miembro más grande del género Amazona, midiendo de hasta 45 cm de longitud total. Tiene el dorso verde oscuro, el cuello púrpura, la cola roja y verde, y es púrpura por debajo. Ambos sexos son similares y anida en huecos de árboles.

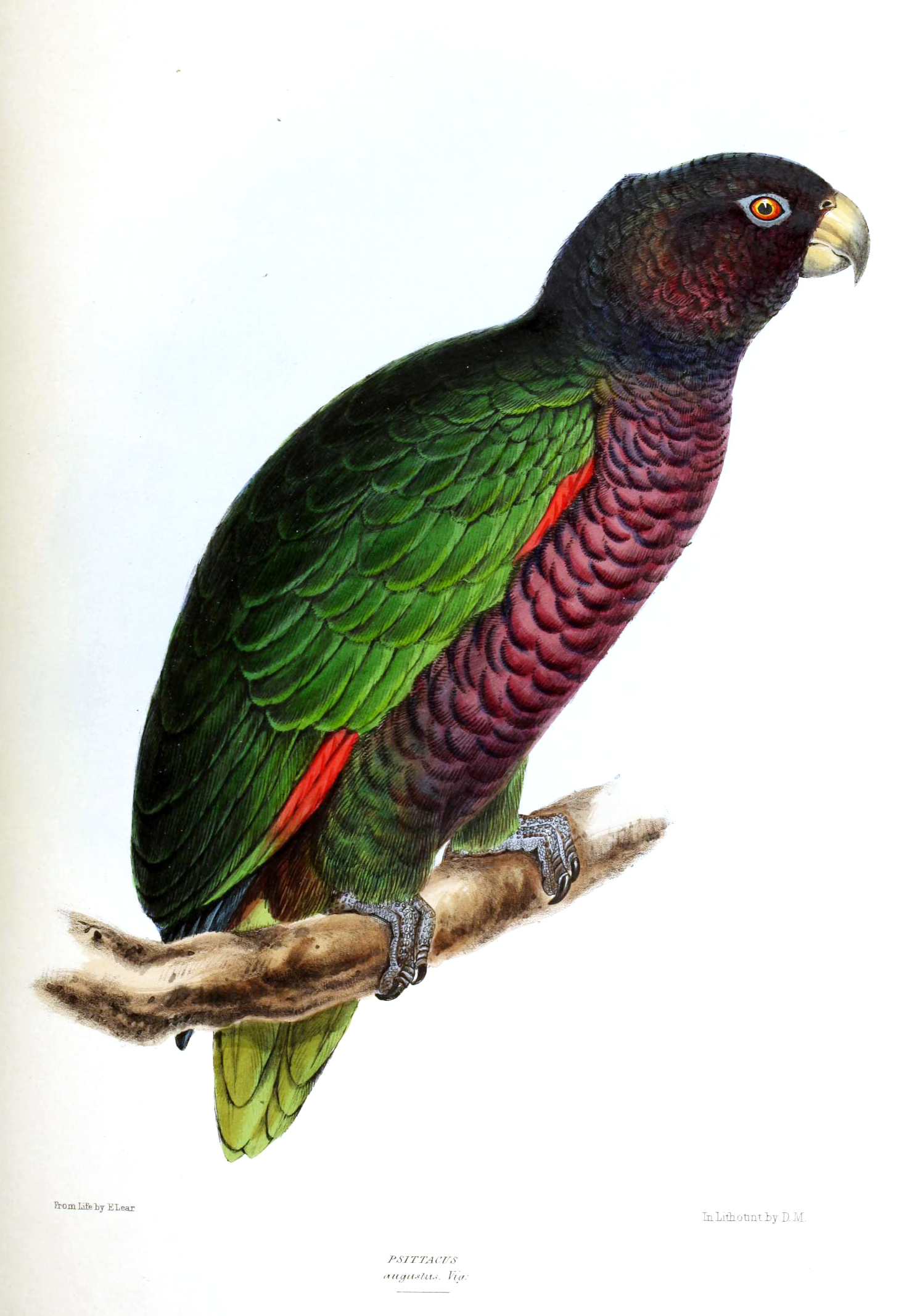
Ilustración del loro imperial amazónico realizada por el zoólogo inglés David William Mitchell

Es endémica de las montañas boscosas de la isla caribeña de Dominica (Antillas Menores), donde está considerada como el ave nacional y figura en el escudo de su bandera. 
Su dieta consiste mayormente en frutas y semillas.
Debido a su muy pequeña población, por pérdida de hábitat, caza ilegal y ocasionales huracanes, su estatus de extinción en la Lista Roja de la IUCN es "En Peligro", listada en los Apéndices I y II.

## Enlaces externos

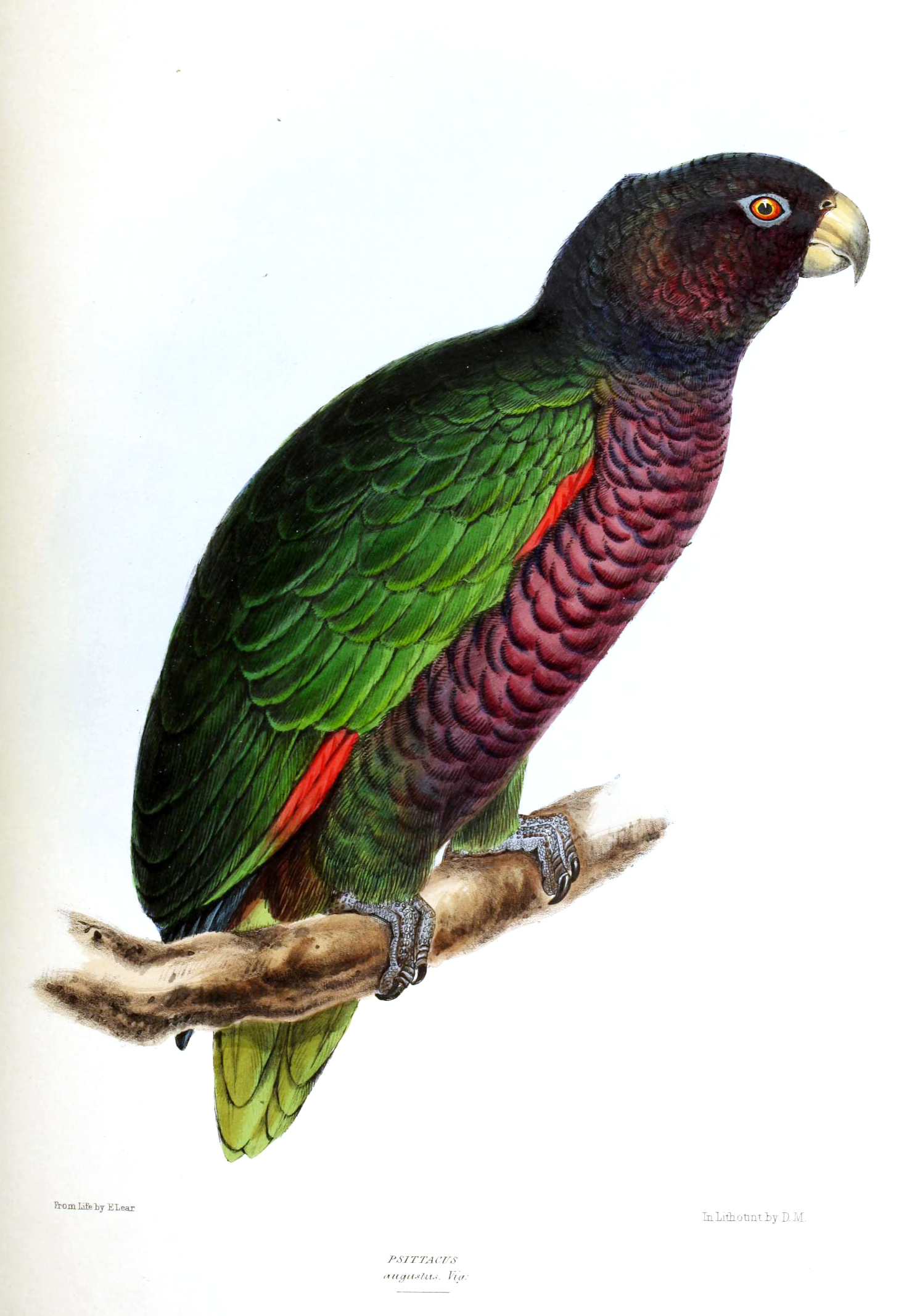
Ilustración del amozona imperial del zoólogo David William Mitchell